# Кастильони, Джаннино
Джанни́но Кастильо́ни (итал. Giannino Castiglioni; 4 мая 1884, Милан, Королевство Италия — 27 августа 1971, Льерна, Италия) — итальянский медальер, скульптор и архитектор, творивший в стиле реализма и ар-нуво. Автор монументальных и погребальных произведений искусства. Среди известных работ скульптора гробницы Бернокки, Кампари, Соммаруги. В городе Льерна, где он прожил большую часть своей жизни, открыт музей его имени.

## Биография
Джаннино Кастильони родился 4 мая 1884 года в Милане в семье Джакомо Кастильони и его супруги Пьеры, урождённой Бергамаски. Отец будущего медальера и скульптора был директором  медальерной фабрики Джонсона. Кастильони обучался скульптуре у Энрико Бутти в Академии изящных искусств в Брера в Милане. Дебютировал на Международной выставке в Милане в 1906 году, представив публике несколько медалей и тарелок, а также картину «Дама в жёлтом» и скульптуру «Плавт». Выиграл конкурс на создание медали выставки. До 1930 года, главным образом, занимался изготовлением медалей — памятных и портретных и скульптуры, редко обращаясь к живописи.
В 1922 году участвовал в первой Национальной выставке сакрального искусства в Милане. В том же году выиграл международный конкурс на создание скульптур для законодательного дворца в Монтевидео. Скульптуры из гипса были отправлены в Уругвай, где их воспроизвели в бронзе и мраморе. Заказ был полностью выполнен к 1928 году. В 1926 году в Буэнос-Айресе, по заказу итальянской диаспоры в память о посещении города наследным принцем итальянского королевства, Кастильоне изваял бронзовый монумент. В 1925—1926 годах скульптором были созданы  монументальные скульптурные композиции в память о жертвах Первой мировой войны в Мадженте, Лекко и Гиффе.
В 1927 году он поселился в Льерне, где открыл вторую студию. До 1932 года им была создана серия фонтанов, самым известным из которых стал фонтан в саду Института по профилактике туберкулеза среди детей в Ольджате-Олона. Во второй половине 1930-х годов он выполнил несколько заказов на создание гробниц, самыми известными из них стали гробницы Бернокки, Кампари и римского папы Пия IX. Последними работами Кастильони во время Фашистской эры были монументальные скульптурные композиции на мемориальных военных кладбищах в Монте-Граппа (1935), Тимаво (1937), Капоретто и Редипулья (1938). Созданная им монументальная фигура «Родина» в Монте-Граппа не понравилась королю Виктору Эммануилу II и была уничтожена. В 1937 году он получил заказ на создание плит для малых ворот собора в Милане. Приступить к выполнению заказа скульптор смог лишь в 1943 году в своей студии в Льерне. Все работы были завершены к декабрю 1950 года.
После Второй мировой войны Кастильони вернулся к активной работе. К этому периоду относятся, созданные им, многочисленные медали, статуи, барельефы, мемориальные бюсты, погребальные композиции и барельефы для Монументального кладбища в Милане. В 1953 году скульптор создал Монумент итальянским воинам, павшим в СССР. Им также были созданы памятники рабочим, погибшим во время трагедии на плотине Канкано (1955) и героям Сопротивления на площади Лоретто (1960) в Милане. Среди работ скульптора последнего периода внимания заслуживают скульптура «Искупление» (1964) для капеллы Товальери на кладбище Бусто-Арсизьо и гробница Соммаруги. Кастильони состоял в браке с Ливией Болле, дочерью профессора литературы, от которой у него было трое сыновей — Ливио, Пьер Джакомо и Акилле, ставшие известными дизайнерами и архитекторами. Он умер в Льерне 27 августа 1971 года и похоронен на местном кладбище.

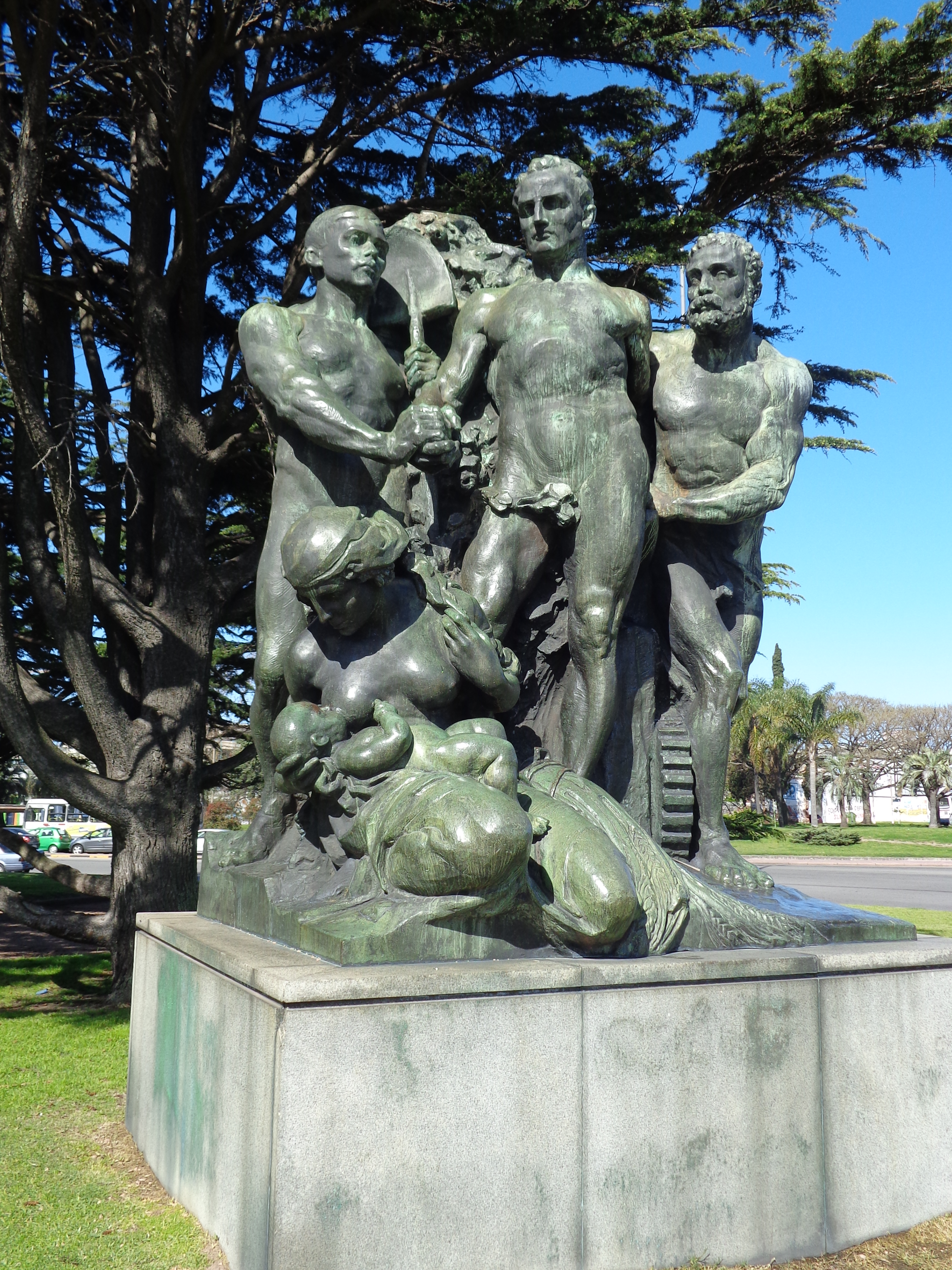
«Рабочие» (1922—1928) перед законодательном дворцом в Монтевидео
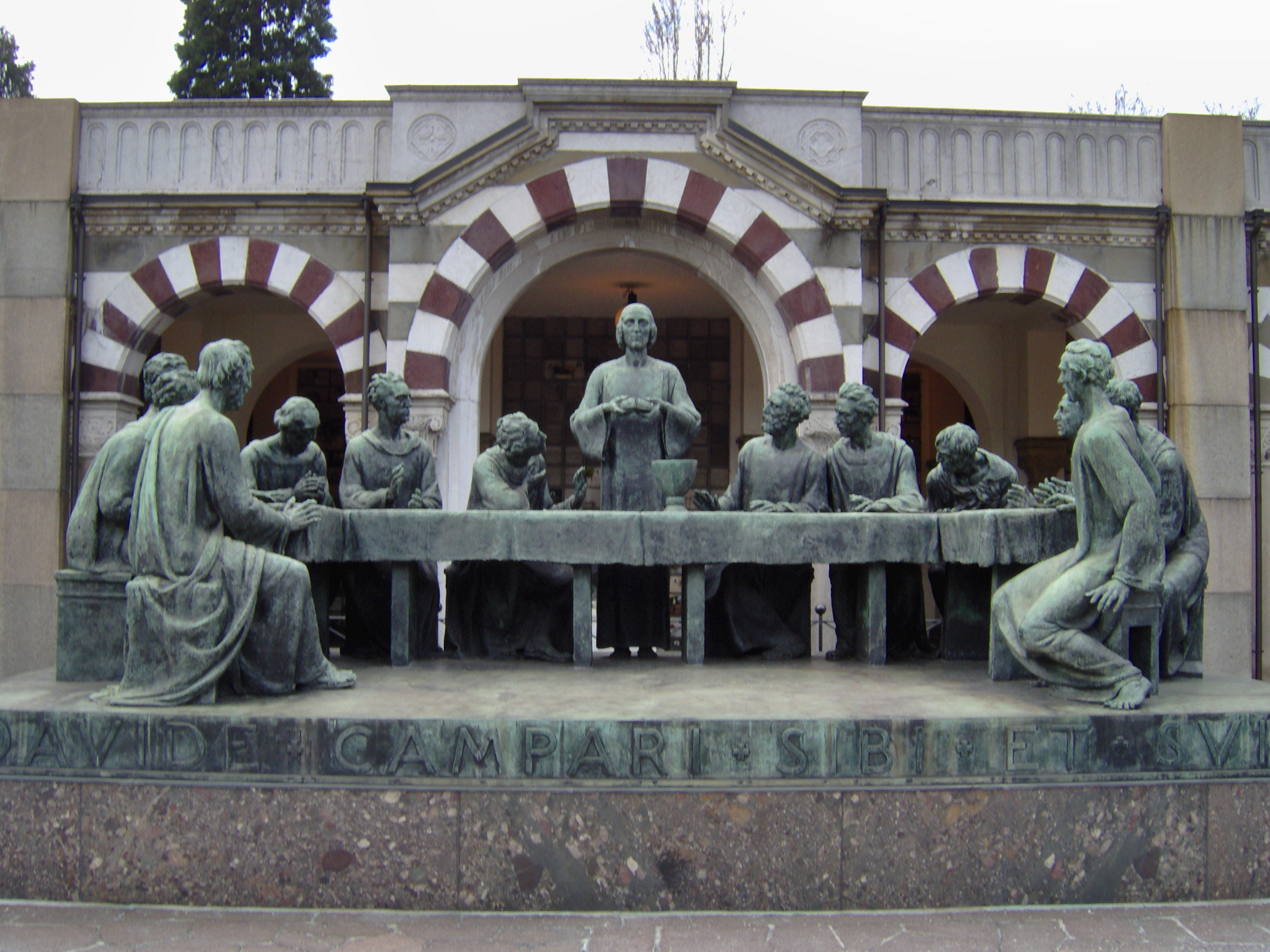
«Тайная вечерь» — Гробница Кампари (1935)
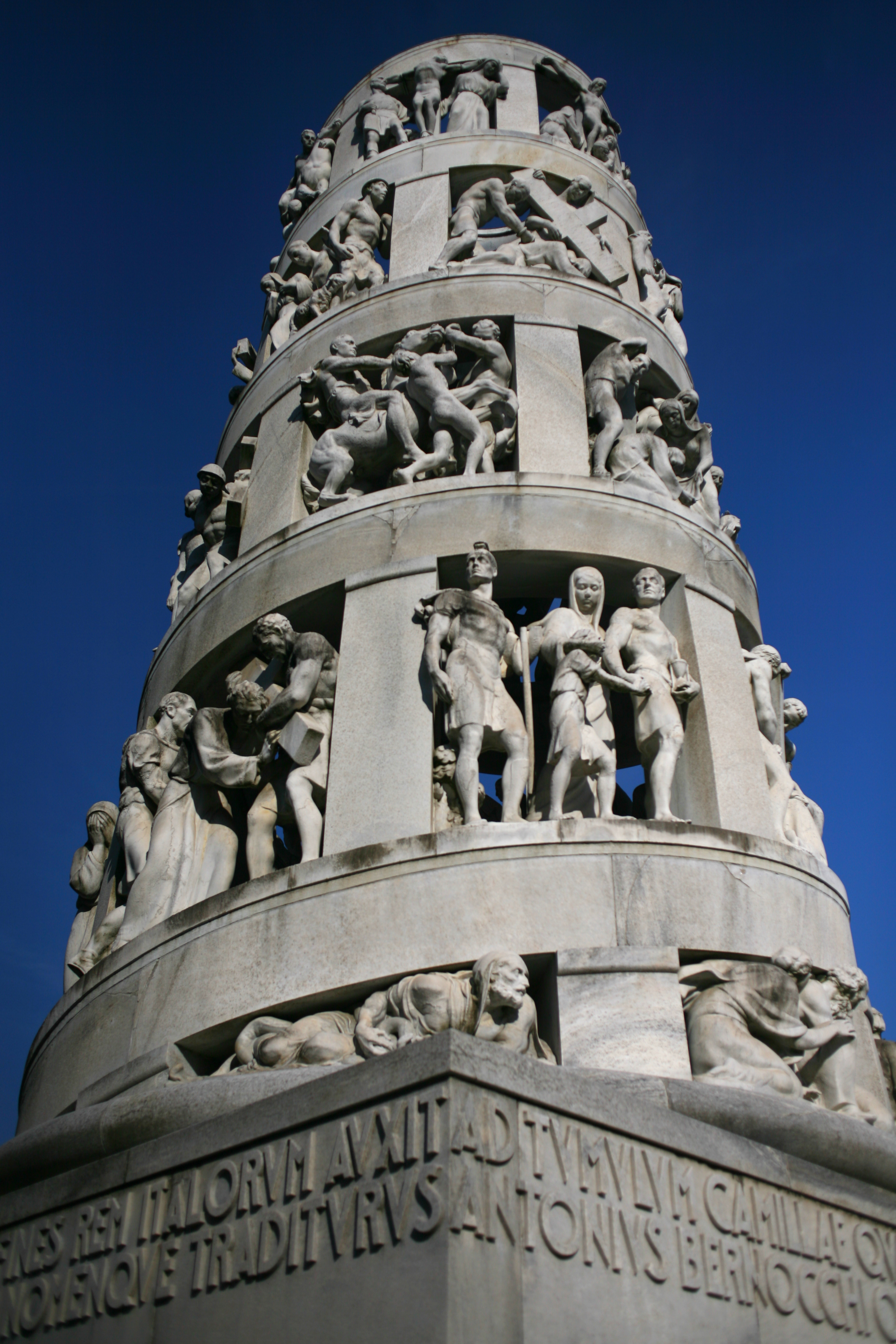
«Голгофа» — Гробница Бернокки (1936)
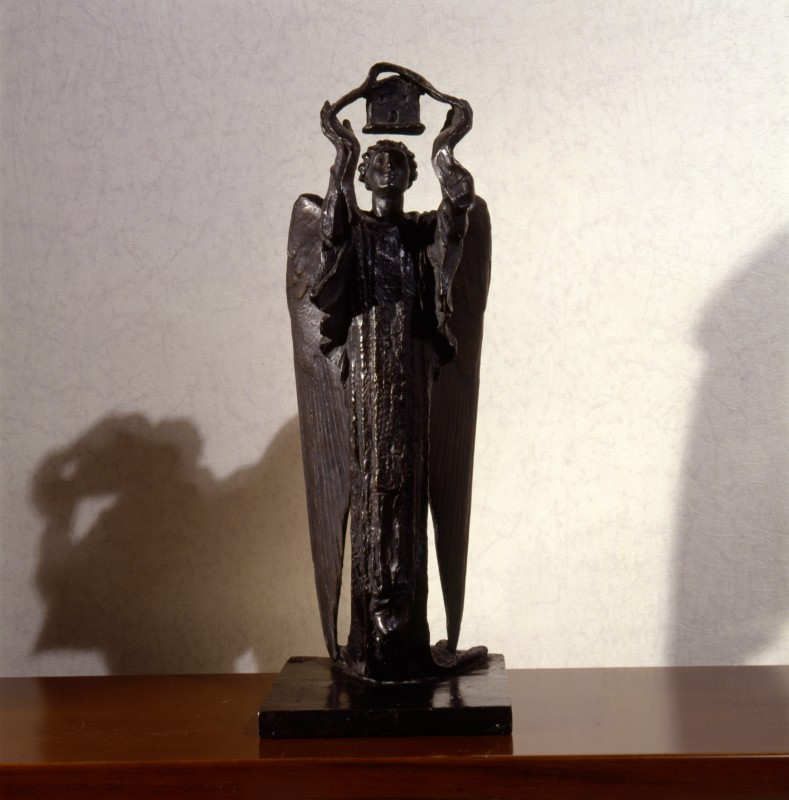
«Ангел Господень» (1959)
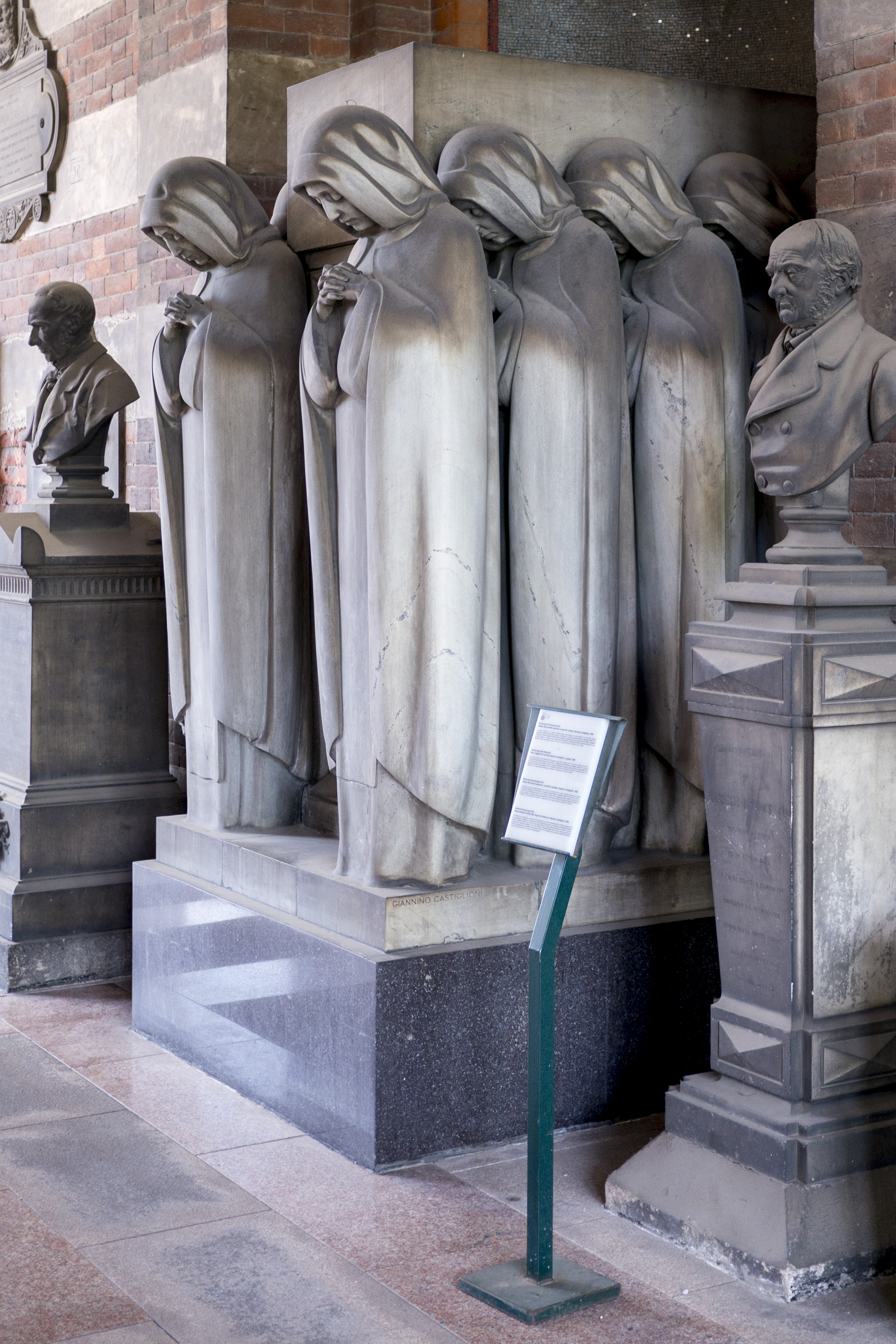
Гробница Соммаруги (1964)